# دوغلاس ديفيز
دوغلاس ديفيز (بالإنجليزية: Douglas Davies)‏ هو رجل دين بريطاني، ولد في 11 فبراير 1947.